# 唐津市立浜玉中学校
唐津市立浜玉中学校（からつしりつ はまたまちゅうがっこう）とは、佐賀県唐津市浜玉町大江にある市立の中学校。

## 概要
歴史
1967年（昭和42年）に「浜玉町立浜崎中学校」と「浜玉町立玉島中学校」の2校の統合により創立。現校名になったのは2005年（平成17年）。2022年（令和4年）には統合55周年を迎えた。
校章
中央に「中」の文字を置いている。
校歌
1970年（昭和45年）に制定。作詞は進藤坦平、作曲は森脇憲三による。歌詞は4番まであり、各番に「浜玉中学」が登場する。
校区
住所表記で「唐津市浜玉町」全域。小学校区は唐津市立浜崎小学校、唐津市立玉島小学校、唐津市立平原小学校。
分校
「虹の松原分校」
- 所在地 - 〒849-5131 佐賀県唐津市浜玉町浜崎2137番地（北緯33度26分31.9秒 東経130度01分39.9秒 / 北緯33.442194度 東経130.027750度）

## 沿革
旧・浜崎中学校
- 1947年（昭和22年）
  - 4月1日 - 学制改革が行われる。
    - 浜崎国民学校初等科が「浜崎町立浜崎小学校」に改組される。
    - 浜崎国民学校高等科が青年学校普通科と改組され、新制中学校「浜崎町立浜崎中学校」が発足（当初小学校に併設）。

  - 5月3日 - 開校式を挙行。
- 1949年（昭和24年）2月 - 独立校舎（2棟8教室）が完成し、小学校との併設を解消。
- 1956年（昭和31年）9月30日 - 町村合併により、「浜崎玉島町立浜崎中学校」に改称。
- 1964年（昭和39年）3月 - 体育館が完成。
- 1966年（昭和41年）11月1日 - 町名変更により、「浜玉町立浜崎中学校」に改称。

旧・玉島中学校
- 1947年（昭和22年）
  - 4月1日 - 学制改革が行われる。
    - 玉島国民学校初等科が「玉島村立玉島小学校」に改組される。
    - 玉島国民学校高等科が青年学校普通科と改組され、新制中学校「玉島村立玉島中学校」が発足（当初小学校に併設）。

  - 5月3日 - 開校式を挙行。
- 1949年（昭和24年）10月 - 独立校舎が完成し、小学校との併設を解消。
- 1956年（昭和31年）9月30日 - 町村合併により、「浜崎玉島町立玉島中学校」に改称。
- 1964年（昭和39年）3月 - 体育館が完成。
- 1966年（昭和41年）11月1日 - 町名変更により、「浜玉町立玉島中学校」に改称。

統合・浜玉中学校
- 1967年（昭和42年）4月1日 - 上記の中学校2校を統合し、「浜玉町立浜玉中学校」を創立。
  - 統合校舎が完成するまでの間、旧・浜崎中校舎を「西校舎」（12学級）、旧・玉島中校舎を「東校舎」（7学級）として分散授業を継続。
- 1968年（昭和43年）
  - 3月 - 浜玉中学校新校旗が寄贈される。
  - 8月 - 統合校舎の完成により、東西両校統合式を挙行。
- 1970年（昭和45年）2月 - 校歌を制定。
- 1972年（昭和47年）1月 - 給食を完全実施。
- 1987年（昭和62年）3月 - 寄宿舎が完成。
- 1992年（平成4年）1月 - 武道館が完成。
- 1993年（平成5年）3月 - パソコン教室・視聴教室（2階建）が完成。
- 1999年（平成11年）4月 - 育友会をPTAに名義変更。
- 2005年（平成17年）1月1日 - 市町合併により、「唐津市立浜玉中学校」（現校名）に改称。
- 2007年（平成19年）4月1日 - 虹の松原分校を設置。
- 2008年（平成20年）3月31日 - 寄宿舎を廃止。鳥巣地区（唐津市立平原小学校区）の生徒はスクールタクシーでの通学に変更となる。
- 2016年（平成28年）
  - 4月 - 新体育館が完成。
  - 8月 - 新校舎が完成。

## 交通
最寄りの鉄道駅
- JR九州 筑肥線「浜崎駅」

最寄りのバス停留所
- 昭和バス 「浜玉中学校前」停留所

最寄りの幹線道路
- 国道202号「浜玉中前」交差点
- 佐賀県道306号鳥巣浜崎停車場線
- 西九州自動車道 「浜玉IC」

## 周辺
- 唐津市ひふれりランド
- 唐津市浜玉ひふれりの里グラウンド
- 玉島川

## 参考資料
- 「浜玉町史 下巻」（浜玉町史編集委員会 1994年（平成6年）3月発行）